# Рассел, Билл (композитор)
Билл Рассел (англ. Bill Russell, 26 февраля 1905, Кантон, Миссури — 9 августа 1992, Новый Орлеан, Луизиана) — американский композитор, скрипач, историк джаза.

## Биография
Родился в городе Кантон, Миссури в 1905 году. В возрасте десяти лет начал играть на скрипке, в дальнейшем обучался исполнительскому искусству в консерватории Куинси, штат Иллинойс. Позднее переехал в Нью-Йорк, где сперва брал частные уроки музыки, а с 1929 года изучал композицию в Колумбийском университете.
В 1930-х Рассел сблизился с группой композиторов-экспериментаторов, в которую входили Эдгар Варез, Генри Кауэлл, Джон Кейдж и Лу Харрисон. Этих композиторов объединяли неудовлетворённость традиционной европейской формой и гармонией и интерес к музыкальным культурам Азии и Латинской Америки. С 1932 по 1940 год композитор написал восемь сочинений для разных составов, каждый из которых включал перкуссию. В своих произведениях Рассел объединял звучание ударных инструментов разных культур и объектов немузыкального происхождения (банок, чемоданов, бутылок).
В 1934—1940 годах Рассел сопровождал игрой на ударных инструментах выступления труппы, ставившей китайские пьесы для театра теней, в это же время он начал собирать записи раннего джаза. С 1940-х Рассел записывал и издавал музыку джазовых исполнителей, среди которых были Бэби Додс, Банк Джонсон и Джордж Льюис. В середине 1940-х Рассел переехал в Новый Орлеан, где полностью посвятил себя джазовой музыке.
В 1958—1965 годах курировал джазовый архив Тулэйнского университета, исследовал устную историю джаза, с 1967 года играл в рэгтайм-оркестре. В последние годы работал над книгой о творчестве Джелли Мортона (опубликована посмертно).